# Поинцијана
Поинцијана (Caesalpinia gilliesii (Wallich ex Hook.) Wallich ex D. Dietr., синоними Caesalpinia macrantha Delile, Poinciana gilliesii Hook., Erythrostemon gilliesii (Hook.) Link, Klotzsch et Otto) Име рода по италијанском лекару, филозофу и ботаничару Андреји Цезалпинију (Andrea Cesalpino, латинизирано Andreas Cæsalpinus, 1524. или 1525.-1603) који је међу првима класификовао биљке према изгледу плода и семена, а не абецедно или према особинама значајним за медицину. Атрибут врсте gilliesii (Гилесов) је по John Gillies, M.D. (1792 – 1834) шкотском морнаричком хирургу који је касније постао истраживач и ботаничар. Енглески назив је рајска птица (bird of paradise), али ову врсту не треба мешати са родом Strelitzia који носи исти назив, али није ни у ближем сродству са Поинцијаном.

## Опис врсте
Поинцијана је листопадни жбун (у топлијим крајевима и зимзелени), висине 1-1,5 (-3) m, усправних и ретких грана које формирају округласту и прозрачну круну. У границама природног ареала израсте знатно више. Млади изданци жлездасто длакави. Листови наизменични, око 20 cm дуги, двоструко перасти; лиске мали, око 8 mm дуги, дугуљасти, голи.
Петочлани хермафродитни цветови веома су декоративни, бројни, жути, формирају купасте, око 30 cm дуге, гроздове, отварају се одоздо према горе. Прашника има 10, њихови филаменти су дуги 7-12 cm, кончасти, пурпурно црвени, штрче из средине цвета у праменовима, што целом жбуну даје необичан изглед. Цветање траје дуго. Време цветања током јуна-септембра. У истој цвасти доњи цветови могу да прецветају, или чак да образују плод, док су терминални још у пупољку.
Махуне дугуљасте, спљоштене, често закривљене, 8-10(-12) cm дуге и око 2 cm широке, споља густо и ситно длакаве са смеђим тачкастим мрљама, сламножуте, са петељком дугом око 3,5 cm. Зреле махуне пуцају и спирално се увијају одбацујући семе на мања или веће одстојања (аутохорија). Семе пљоснато, голо, сјајно, кестењастосмеђе, са тамнијим уздужним пегама, 11-12 mm дуго, 8-11 mm широко и 1-2 mm дебело. Семе ексалбуминског типа семењача непропусна за воду и гасове, ембрион лопатаст, са кратком осом.

## Ареал
Нативна је у тропским деловима Америке, углавном у Аргентини, Уругвају и Чилеу. Ван ареала натурализована је у Тексасу и југозападним државама САД, где је позната као жбун рајске птице (bird of paradise bush), пустињска рајска птица (desert bird of paradise), жута рајска птица (yellow bird of paradise) или козја брада (barba de chivo). Интродукована је и на Медитеран и широко распрострањена посебно на обалама и острвима Мраморног мора где је добила турске локалне називе пашини бркови (Paşabıyığı), дрво рајске птице (Cennetkuşu ağacı) и патуљаста акација (Bodurakasya).

## Однос према еколошким факторима и гајење
Најиздржљивија је од свих врста из рода, подноси температуре и до -4 °C. На Балканском полуострву често се среће у вртовима и парковима области са медитеранском климом. Као изразито хелиофилној врсти потребно је осигурати јој отворена и светла места. Тек тада показује добру виталност. С обзиром на то да не подноси мраз, мора да се сади на заштићеним местима. Захтева рахла, свежа и хранљива земљишта. Треба је повремено прихрањивати органско-минералним ђубривима и редовно је и обилно заливати. Да би обилније цветала наредне године, треба јој у јесен или крајем зиме скратити гране. У крајевима са континенталном климом може се узгајати у посудама на отвореном, али је преко зиме треба унети у одговарајућу просторију.

## Размножавање
Генеративно размножавање захтева претходну скарификацију (хемијску или механичку) због лаке дормантности семењаче. Третман концентрованом сумпорном киселином од 10 минута обично је довољан, а сличан ефекат добија се потапањем у топлу воду на 12-24 сата. Семе очува клијавост без промене 10 година и после 24 сата потапања у воду исклија 98% зрна. Сетва се врши у стакленик почетком пролећа. Када су клијавци довољно велики да се могу пикирати, пребацују се у појединачне саксије и гаје до краја вегетације. На отворено се пресађују наредног пролећа по престанку опасности од касних пролећних мразева. Од вегетативних метода примењују се зелене резнице крајем лета и почетком јесени. Побадају се у песак у хладне покривене леје.

## Употреба у медицини
Врачеви племена из амазонских кишних шума користе ову биљку и сродне (Caesalpinia pulcherrima) које зову ayoowiri, против грознице, рана и кашља. Четири грама корена, наводно, изазива абортус у првом триместру трудноће. Треба знати, међутим, да су зрело семе и зелене махуне токсични, изазивају повраћање и друге стомачне проблеме. Семе има антитуморско дејство.